# Iraponia scutata
Iraponia scutata là một loài nhện trong họ Caponiidae. Chúng được Kranz-Baltensperger, Norman I. Platnick & Dupérré miêu tả năm 2009, và chỉ được tìm thấy ở Iran.